# 제324보병연대 (미국)
제324보병연대(324th Infantry Regiment)은 제1차 세계 대전 당시 제81보병사단로서 로레인 전역에, 제2차 세계 대전 당시에는 제7군, 제44보병사단에 예속된 되어, 유럽 전선에 참전했던 미국 육군의 보병연대였다. 모토는 "Let's go"(→어서 가자).